# Усть-Калманський район
Усть-Калма́нський район (рос. Усть-Калманский район) — район у складі Алтайського краю Російської Федерації.
Адміністративний центр — село Усть-Калманка.

## Історія
Район утворений 1935 року.

## Населення
Населення — 13894 особи (2019; 15365 в 2010, 18470 у 2002).

## Адміністративний поділ
Район адміністративно поділяється на 9 сільських поселень (сільрад):
| Поселення                     | Площа, км² | Населення, осіб (2002) | Населення, осіб (2010) | Населення, осіб (2019) | Центр         | Населені пункти |
| ----------------------------- | ---------- | ---------------------- | ---------------------- | ---------------------- | ------------- | --------------- |
| Кабановська сільська рада     | 340,45     | 1903                   | 1558                   | 1250                   | Кабаново      | 5               |
| Михайловська сільська рада    | 566,09     | 2396                   | 1864                   | 1547                   | Михайловка    | 4               |
| Новобурановська сільська рада | 179,59     | 1153                   | 812                    | 737                    | Новобураново  | 1               |
| Новокалманська сільська рада  | 204,04     | 975                    | 637                    | 514                    | Новокалманка  | 2               |
| Огнівська сільська рада       | 364,12     | 1639                   | 1259                   | 1074                   | Огні          | 1               |
| Пономарьовська сільська рада  | 158,26     | 795                    | 563                    | 405                    | Пономарьово   | 2               |
| Приозерна сільська рада       | 173,73     | 798                    | 581                    | 470                    | Приозерний    | 2               |
| Усть-Калманська сільська рада | 165,62     | 7027                   | 6586                   | 6521                   | Усть-Калманка | 2               |
| Чаришська сільська рада       | 181,68     | 1784                   | 1502                   | 1376                   | Чаришське     | 3               |

- 2010 року ліквідована Усть-Комишенська сільська рада, територія увійшла до складу Кабановської сільради[4]; ліквідована Слюдянська сільська рада, територія увійшла до складу Михайловської сільради[5].

## Найбільші населені пункти
Нижче подано список населених пунктів з чисельністю населенням понад 1000 осіб:
| № | Населений пункт | Населення, осіб (2002) | Населення, осіб (2010) |
| - | --------------- | ---------------------- | ---------------------- |
| 1 | Усть-Калманка   | 6712                   | 6371                   |
| 2 | Михайловка      | 1899                   | 1516                   |
| 3 | Чаришське       | 1481                   | 1314                   |
| 4 | Огні            | 1639                   | 1259                   |